# Atraksion
Pour plus de détails, voir Fiche technique et Distribution.
Atraksion est un court métrage d’animation belge réalisé par Raoul Servais, sorti en 2001.

## Synopsis
(novembre 2012).
Si vous disposez d'ouvrages ou d'articles de référence ou si vous connaissez des sites web de qualité traitant du thème abordé ici, merci de compléter l'article en donnant les références utiles à sa vérifiabilité et en les liant à la section « Notes et références ».
Des bagnards errent sans but dans un paysage de désolation. L'un d'eux tourne son regard vers une lumière aveuglante et tente d'accéder vers elle. Serait-ce la délivrance ?

## Fiche technique
- Support : 35 mm
- Couleur
- Cadrage : 1 x 1,66
- Son : Optique - Stéréo Dolby SR
- Durée : 10 min
- Version originale : Internationale - sans dialogues
- Réalisation : Raoul Servais
- Assistant : Rudy Turkovics
- Scénario : Raoul Servais
- Digital Backgrounds : Virginie Bourdin & Marc Bracquez
- Caméra : Lou Demeyere
- Musique : Lucien Goethals
- Acteurs : Marq Rawls, Mime Centrum
- Production : Anagram & Œil pour œil (Lille), réalisée avec le concours de la Communauté flamande et du CAAV de la Région Pas-de-Calais
- Genre : animation

## Palmarès
- 2001 : Mention Spéciale : UIP Competition European Film Academy - Gand (B[Quoi ?])[réf. nécessaire].
- 2001 : Prix Spécial du Jury : Festival International - Valladolid (ESP)[réf. nécessaire].
- 2002 : Grand Prix du court-métrage : Festival International du Film Fantastique - Porto (P)[réf. nécessaire].
- 2002 : 'Méliès d'argent' pour le meilleur court-métrage fantastique d'Europe - Porto (P[Quoi ?])[réf. nécessaire].